# Nissan Juke
Juke é um veículo crossover da montadora japonsa Nissan com lançamento previsto para outubro de 2010 inicialmente no mercado europeu. O novo carro possui tração nas quatro rodas, ampla visibilidade e posição elevada de dirigir.
O carro foi apresentado em público pela primeira vez no Salão Internacional do Automóvel de Genebra em março de 2010.
Algumas versões desse modelo são equipadas com transmissão continuamente variável (Câmbio CVT).

## Galeria
- Primeira geração (2010-2019)
- Segunda geração (2019-presente)